# Модак

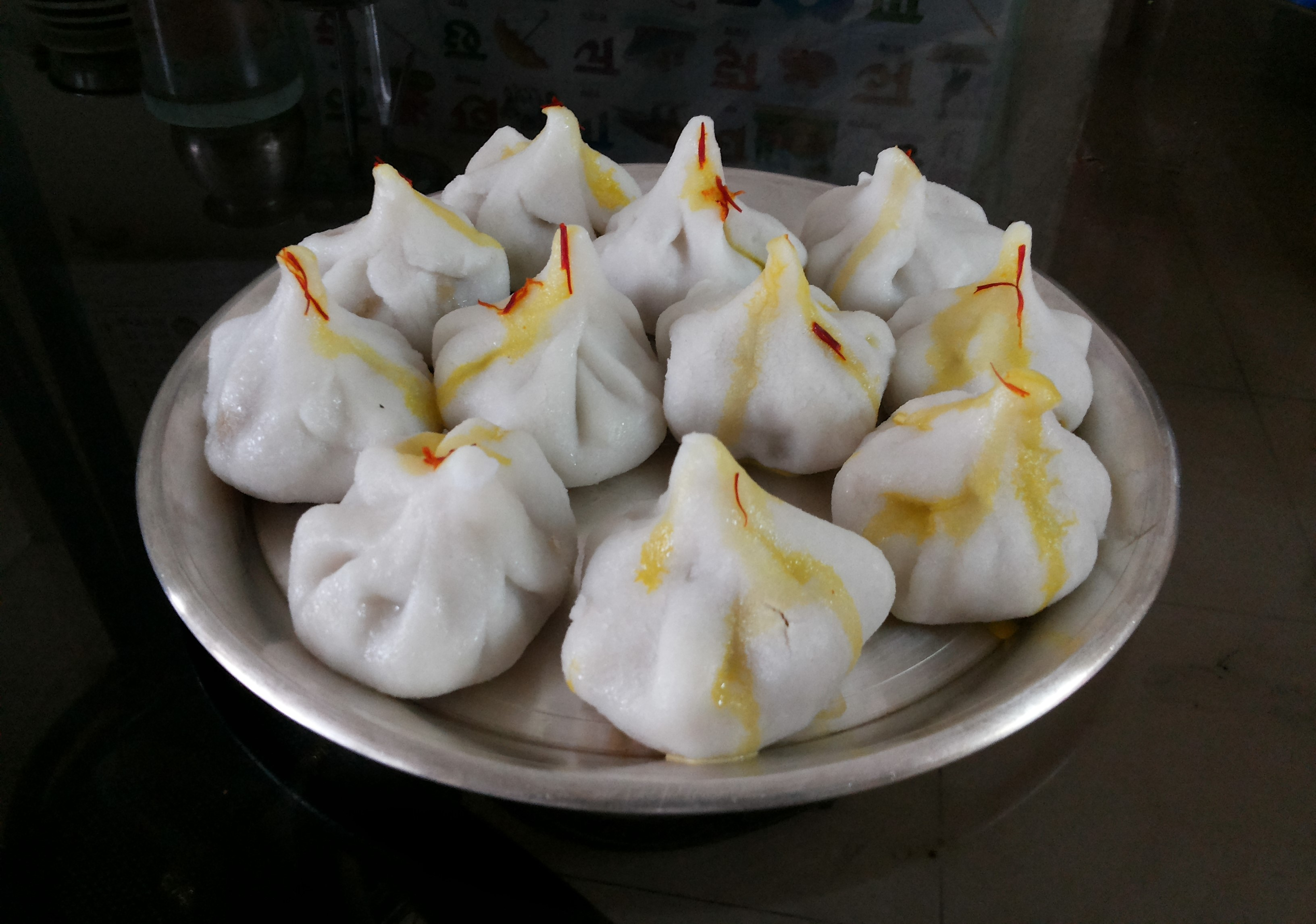
Модак запропонував лорду Ганеш

Модак (маратхі मोदक; яп. 歓喜団; тай. ขนมต้ม; малай. Kuih modak; індонез. Kue modak; бірм. မုန့်လုံးရေပေါ်) — індійська солодка пельменна страва, популярна в багатьох індійських штатах та культурах. Згідно з індуїстською міфологією, модак є однією з улюблених страв лорда Ганеші і тому його використовують в молитвах. Солодка начинка всередині модак складається з тертого кокосового горіха і Джаггер, а зовнішня м'яка оболонка виготовлена з рисового або пшеничного борошна, змішана з Хава або Мейд борошном.
Модак можна готувати на пару або смажити.

## Варіації імен
Модак називають:
- modhaka в Каннада ;
- модхакам або кожаккаттай в тамільській та малаяламській мовах ;
- кудуму на Телугу;
- модак (मोदक) на маратхі, конкані та гуджараті.

## Релігійне значення
На санскриті індуїстського божества Ганеші називають модакапрія (той, хто любить модак) Це тому, що модак вважається улюбленими солодощами божества.
Під час Ганеша Чатурті пуджа зазвичай закінчується пропозицією 21 або 101 модака Ганеші як прасад. Для цього часто надають перевагу модакам, виготовленим із оболонок з рисового борошна. За межами храмів Ганеш по всій Індії місцеві компанії продають попередньо упаковані, готові версії Modaks.
В Японії солодкі вироби, подібні до модаку, відомі на місцях як кангідан (歓 喜 団), пропонують богу Кангітену (японська версія лорда Ганеші). Кангідани виготовляють із меду, сирків, та пасти з червоних бобів. Їх формують у вигляді булочки і смажать у фритюрі, замотавши замішаним тістом із висушеного борошна.

## Різновиди
| Тип            | Характеристика |
| -------------- | --- |
| Укадіче Модак  | Виготовлений з кокосових горіхів та цукру джаггері. Ця варіація особливо готується під час фестивалю Ганеш. Їх виготовляють вручну і готують на пароварці. Їх потрібно негайно вживати, бо вони швидко псуються |
| Смажений модак | Смажене у фритюрі замість того, щоб готувати на пару. При цьому модак має інший смак. |
| Мава Модак     | В основному продається в магазині. Вони повністю виготовлені з кхоа. Бувають у фісташці, кардамоні, шоколаді та мигдалі.                                                                                        |

## Галерея

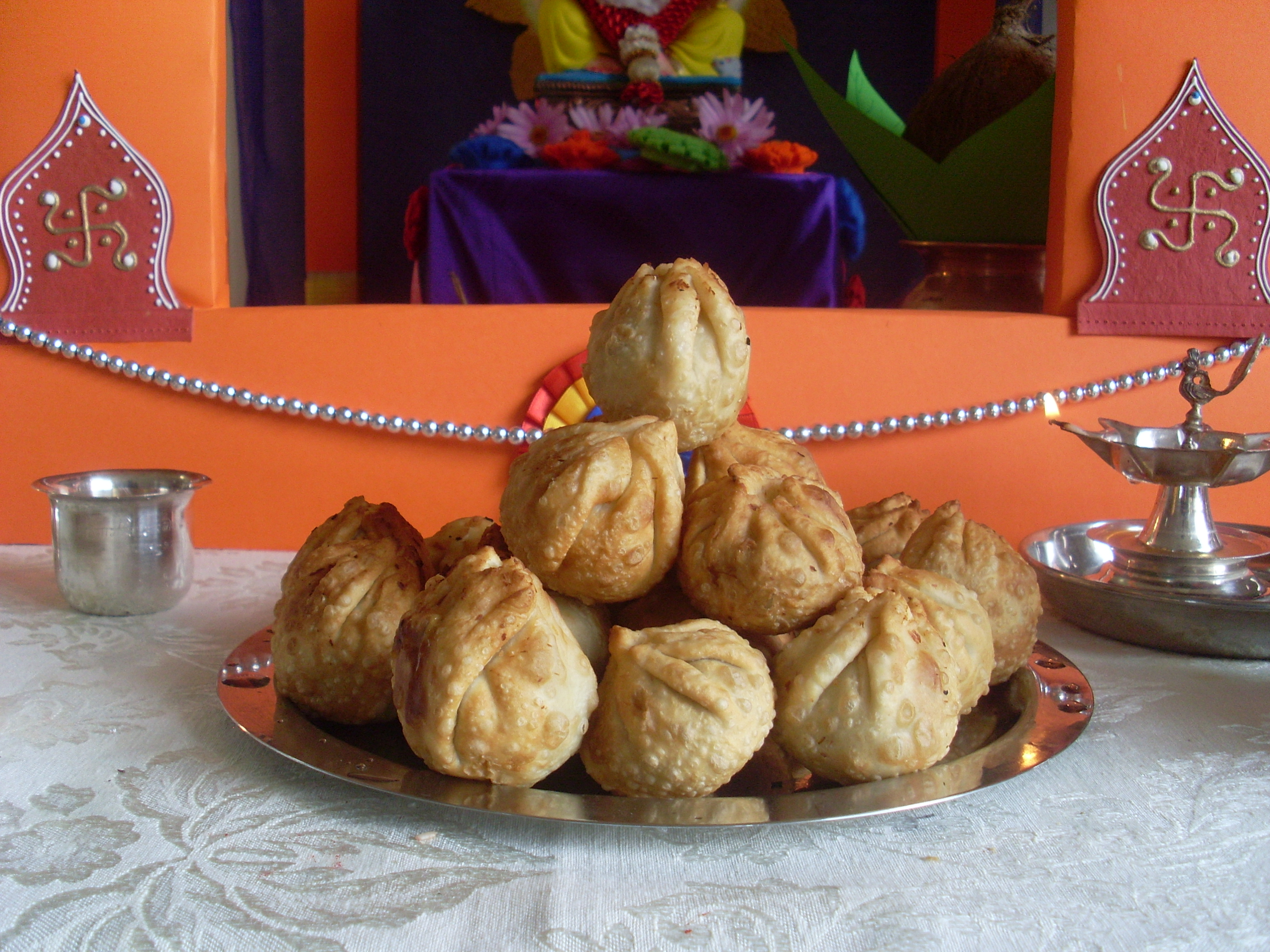
Модак пропонується в Ганеш Пуджа
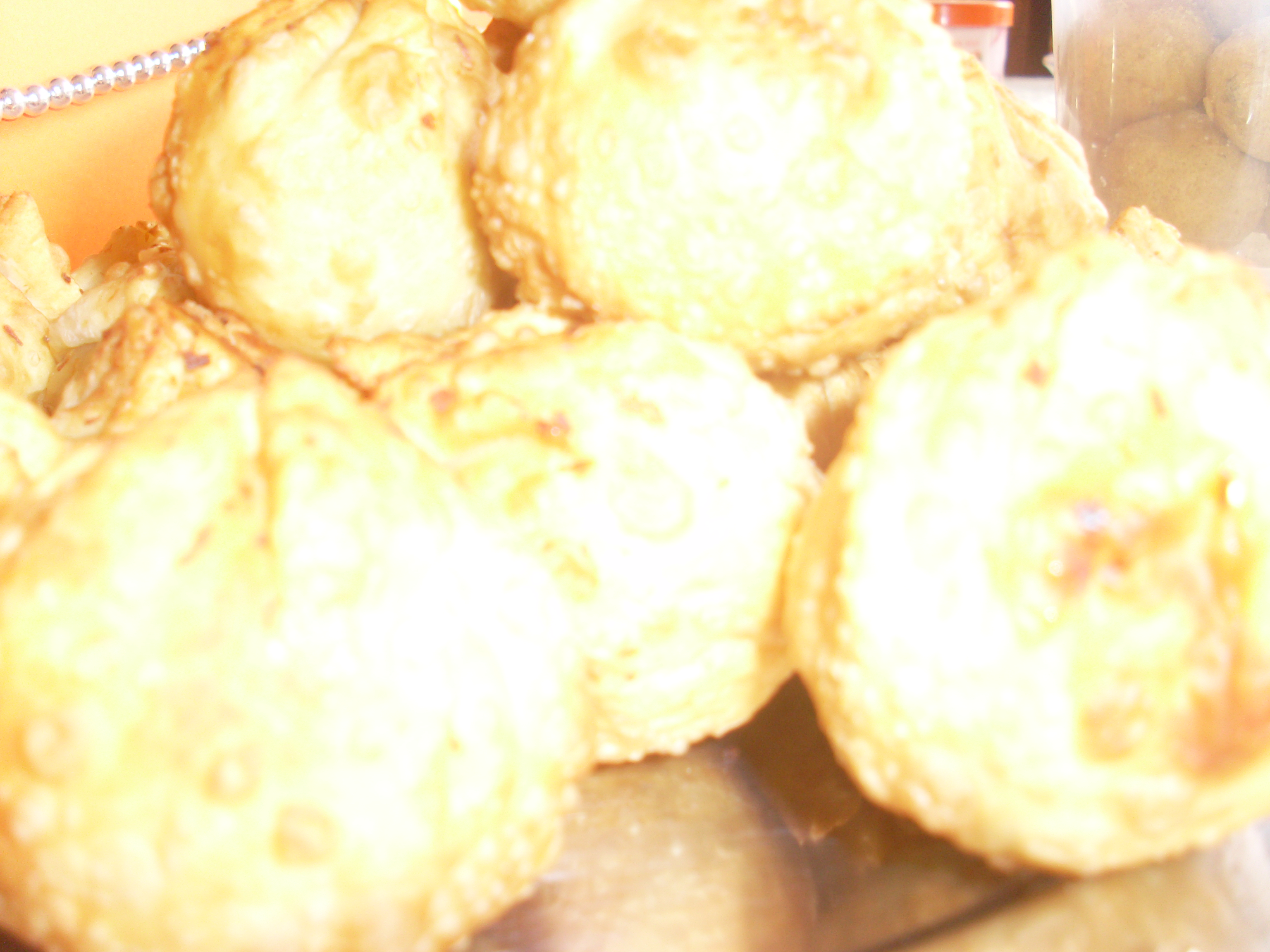
Модак зблизька
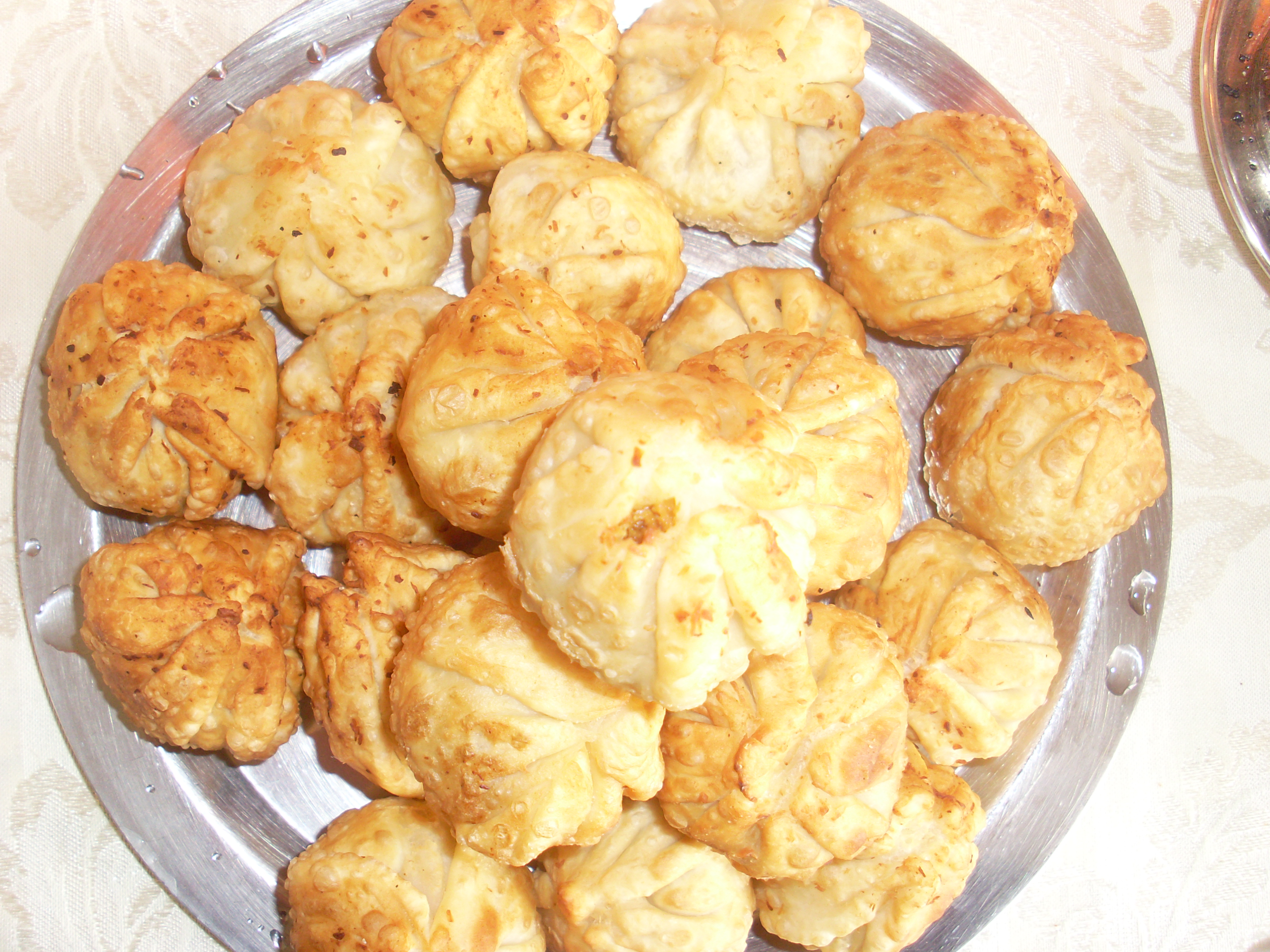
Модак
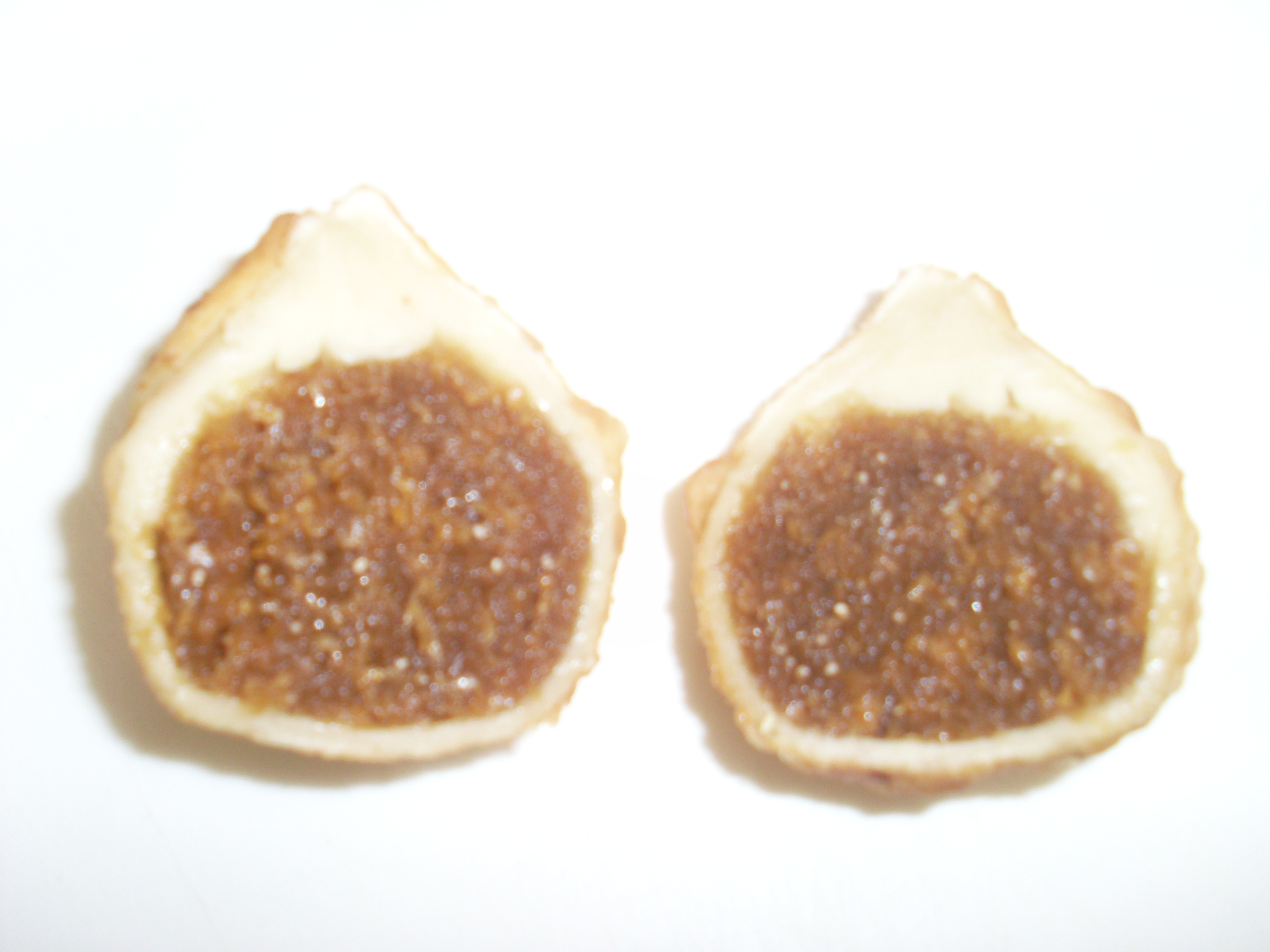
Внутрішня сторона з вертикальним зрізом
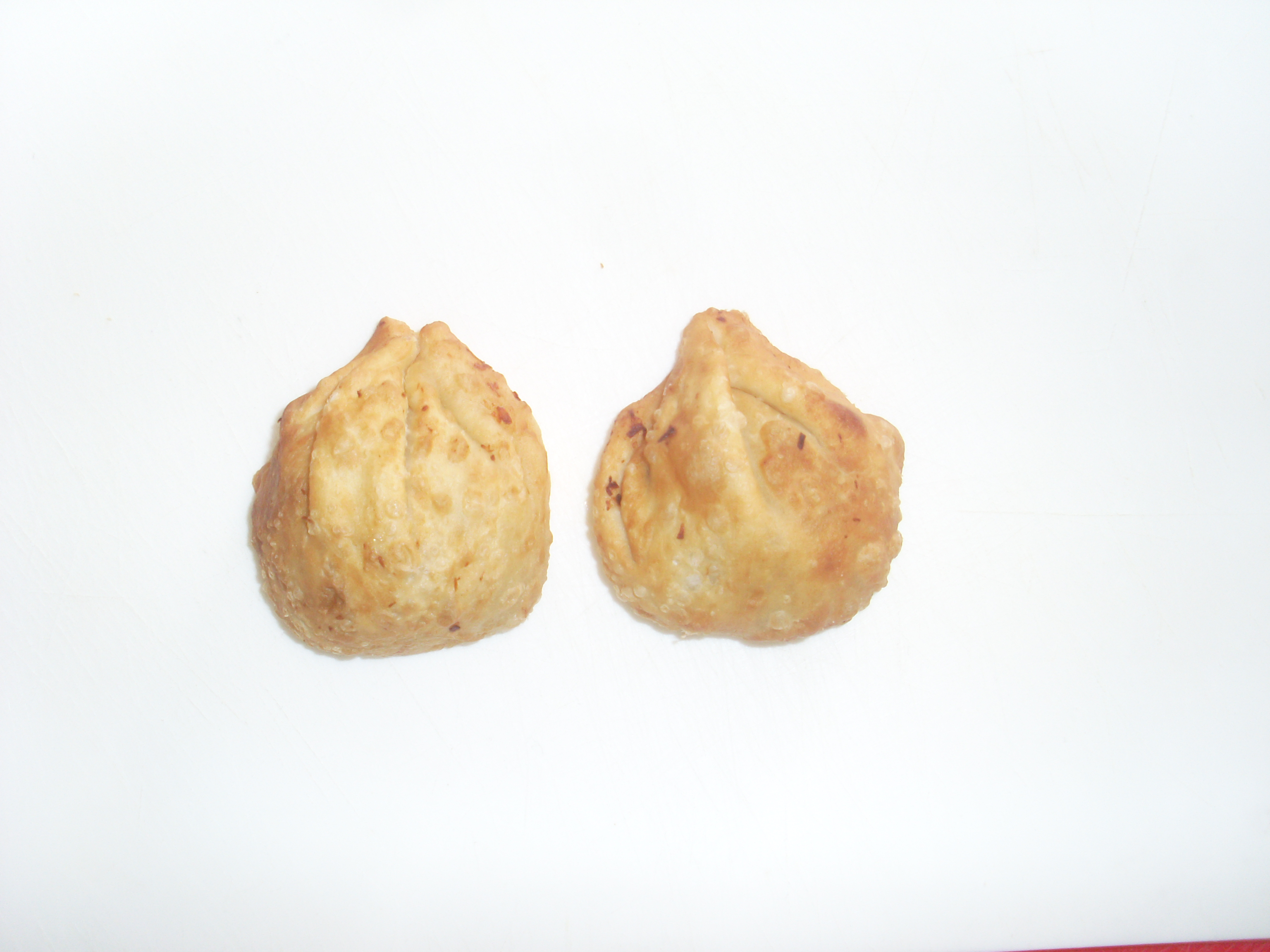
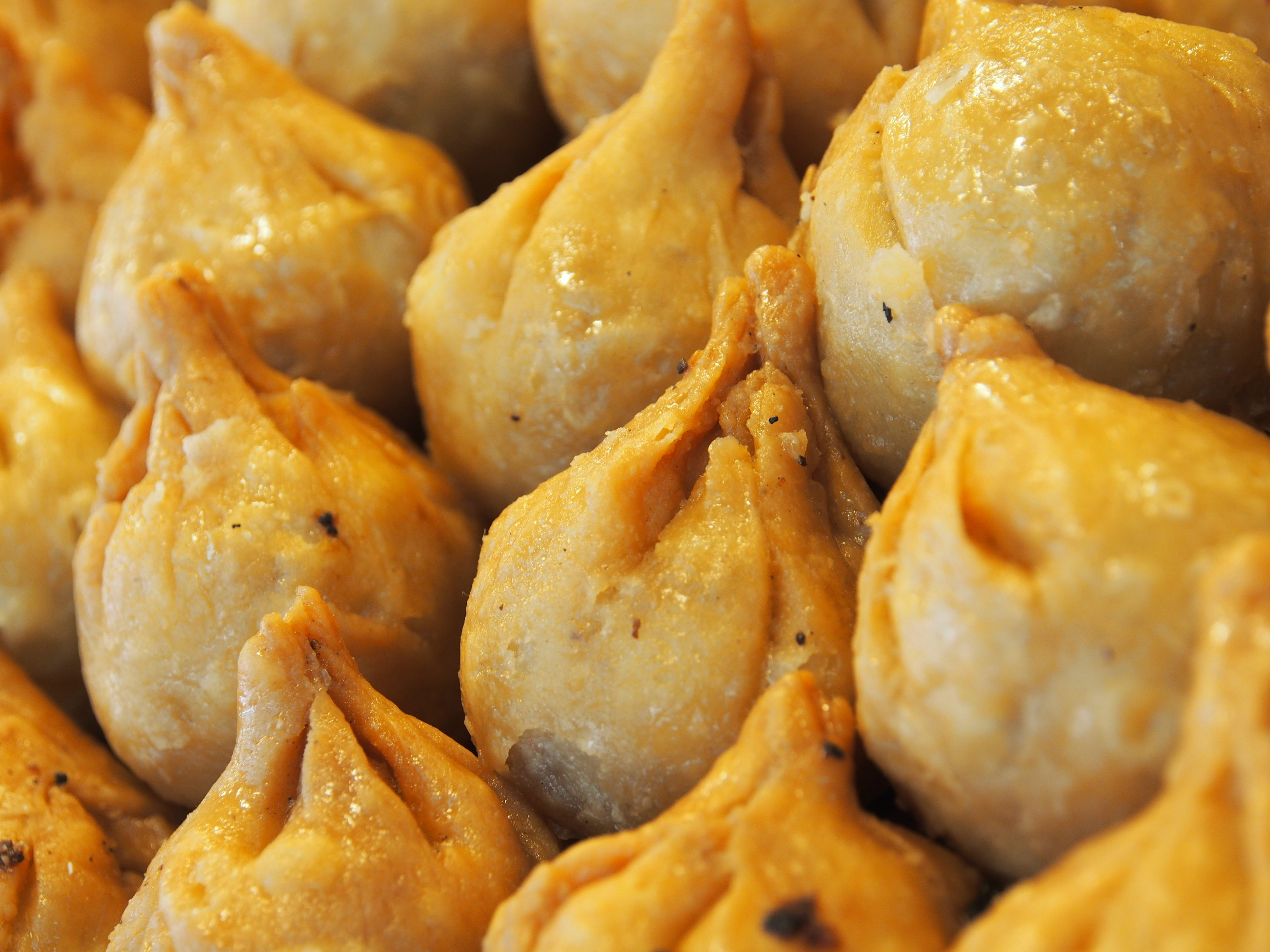
Модак за пропозицію в храмі Хаджрана Ганеш